# Metàstasi
Metàstasi (grec: desplaçament, μετά=següent + στάσις=lloc, plural: metastases) és l'extensió d'una malaltia d'un òrgan o part a un altre òrgan o part, sigui de manera local o a distància. Només els tumors malignes i les infeccions -com la tuberculosi, per exemple, quan forma abscessos gramulomatosos- tenen la capacitat de metastatitzar.
Les cèl·lules canceroses tenen la capacitat de desprendre's o filtrar-se des d'un tumor primari, entrar als vasos limfàtics o sanguinis, circular pel torrent sanguini, i assentar-se i créixer en teixits sans de qualsevol part del cos. La metàstasi és un dels tres signes de malignitat (en contrast amb els tumors benignes). Tot i els avenços terapèutics, les metàstasis segueixen sent la principal causa de mort per càncer. La majoria de neoplàsies poden metastatitzar, encara que en diversos graus, existint només unes poques excepcions, com el glioma que molt rarament es dissemina fora del crani o el carcinoma de cèl·lules basals que mai metastatitza.
Quan les cèl·lules tumorals metastatitzen, el nou tumor s'anomena tumor secundari o metastàtic, i les cèl·lules són histològicament iguals a les del tumor original. Això vol dir que, si per exemple un càncer al pit (càncer de mama) metastatitza (passa) al pulmó, les cèl·lules del tumor secundari seran cèl·lules provinents del tumor al pit. En aquest cas, el tumor s'anomenaria càncer de mama metastàtic i no càncer de pulmó.
Les micrometàstasis són focus de cèl·lules canceroses en els ganglis limfàtics d'almenys 0,2 mm (o 200 cèl·lules), però encara no de més de 2 mm. Són difícils de detectar sense emprar procediments especials. Trobar micrometàstasis ganglionars ajuda a predir el pronòstic i l'evolució del càncer primari.

## Fisiopatologia
Els tumors metastàtics són molt comuns en les últimes etapes del càncer, quan aquest no es pot curar o controlar amb cap tractament. La propagació de metàstasis pot produir-se a través de la sang, els limfàtics, les cavitats i superfícies epitelials, els espais celòmics o el líquid cefalorraquidi. Els llocs més freqüents per a les metàstasis que es formen a partir d'un procés cancerós són els pulmons, el fetge, el cervell i els ossos. En casos molt determinats, la cirurgia oncològica pot accelerar el creixement de micrometàstasis.

### Factors que intervenen
Sembla que la molècula d'adhesió cel·lular L1 hi tindria un paper rellevant. La pèrdua o l'expressió insuficient de la E-cadherina afavoreix que es formin metàstasis, ja que modifica a la baixa l'activitat de determinats factors de transcripció, entre ells la proteïna twist. La sobreexpressió de la família de proteïnes codificada pel gen NM23-H1/NME1 i els seus homòlegs està relacionada amb l'aptitud per crear metàstasis dels melanomes, els carcinomes hepatocel·lulars els càncers de mama, de colon, d'estómac, d'ovari o de cèrvix.
Els avenços en genòmica han fet possible ampliar molt els coneixements sobre la biologia molecular de les metàstasis. Uns gens regulen l'activitat de les cèl·lules iniciadores del procés metastàtic tumoral, uns altres els trets evolutius de les metàstasis quan han sorgit del càncer primari i un tercer grup influeix en la seva agressivitat i resistència al tractament. Se sap, per exemple, que la proteïna ezrina codificada pel gen EZR situat al cromosoma 6 està implicada en les interaccions entre la membrana plasmàtica i el citoesquelet d'actina i que té activitat tumorigènica. L'expressió d'alts nivells d'aquesta proteïna s'associa amb un comportament metastàtic molt agressiu en diversos tipus de càncer.
L'anàlisi del transcriptoma de les cèl·lules canceroses és una eina que ajuda a identificar els gens i les vies de senyalització que condicionen el divers comportament organotròpic de les metàstasis segons el seu lloc d'origen.

### Rutes

Lloc de metàstasis pels càncers més habituals

Les metàstasis es disseminen per les següents quatre rutes:

#### Transcelòmica
La disseminació d'una malignitat a les cavitats del cos pot produir-se envaint els espais peritoneals (carcinomatosi peritoneal), pleurals, pericardíacs o subaracnoidals. Per exemple, els tumors ovàrics es poden estendre de manera transperitoneal a la superfície del fetge.

#### Limfàtica
La disseminació limfàtica permet el transport de cèl·lules tumorals als ganglis limfàtics regionals prop del tumor primari i, finalment, a altres parts del cos. Els tumors primaris malignes alliberen factors de creixement com l'FCEV-C per induir l'expansió dels vasos limfàtics (limfangiogènesi) i dels ganglis sentinella on drenen, un fet que provoca la hiperplàsia sinusal d'aquests ganglis i facilita la identificació oncològica de les metàstasis en fases molt inicials. Les anomenades estructures limfàtiques terciàries són acumulacions ectòpiques de cèl·lules limfoides que es formen dins del teixit no limfoide. Comparteixen característiques estructurals i funcionals amb els ganglis limfàtics. S'ha descrit la seva existència en processos que cursen amb un estat d'inflamació crònica i també en múltiples tipus de càncer sòlid. Es creu que aquestes estructures poden ser un mecanisme alternatiu implicat en l'establiment del nínxol premetastàtic i la posterior metastatització tumoral a distància.

#### Hematògena
Aquesta és una ruta típica de metàstasi per als sarcomes, però també és la ruta preferida per a determinats tipus de carcinoma, com el carcinoma de cèl·lules renals originat pel ronyó. A causa de les seves parets més primes, les venes són més freqüentment envaïdes que les artèries, i la metàstasi sol seguir el patró del flux venós. És a dir, la disseminació hematògena sovint segueix patrons diferents en funció de la ubicació del tumor primari. Per exemple, el càncer colorectal s'estén principalment a través de la vena porta al fetge i el d'ovari té una clara preferència per l'epipló. El medul·loblastoma, un dels tumors cerebrals malignes pediàtrics més freqüents, combina la seva disseminació cel·lular mitjançant el líquid cefalorraquidi amb la via hematògena per formar metàstasis extraneurals i a l'espai leptomeníngic (entre la piamàter i l'aracnoide).

#### Canalicular
Alguns tumors, especialment els carcinomes, poden metastatitzar al llarg d'espais anatòmics canaliculars. Aquests espais inclouen, per exemple, els conductes biliars, el sistema urinari, les vies respiratòries i l'espai subaracnoidal.

## Galeria

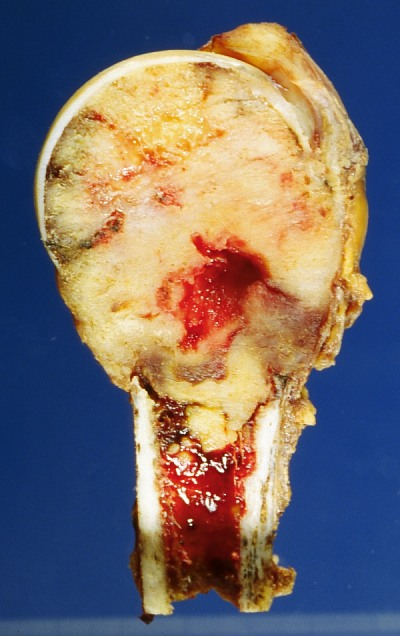
Tall coronal d'un húmer mostrant una metàstasi força estesa.
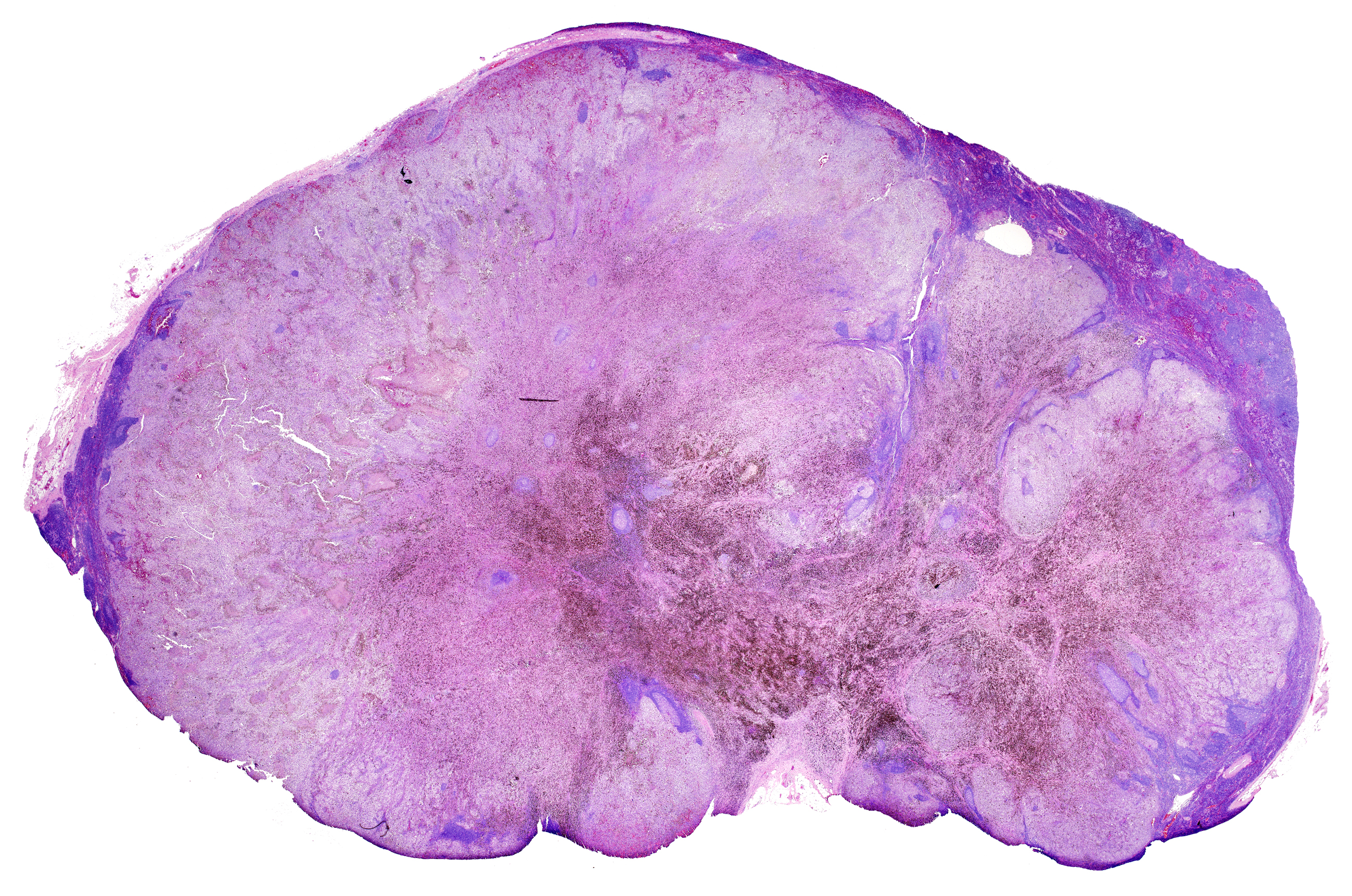
Gangli limfàtic amb reemplaçament gairebé complet del seu teixit per la metàstasi d'un melanoma. El pigment marró és la deposició focal de la melanina.
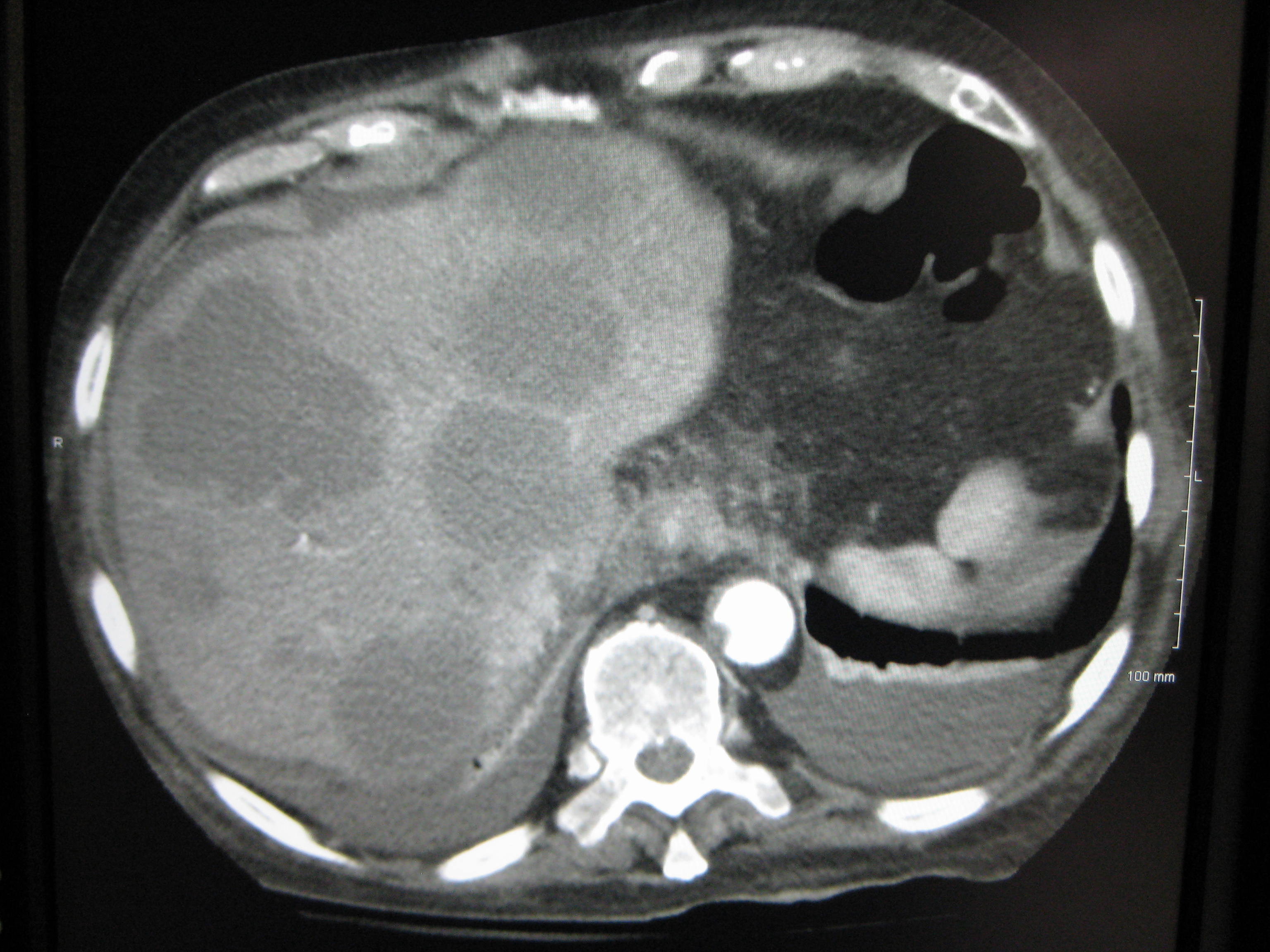
Tomografia computada de metàstasis hepàtiques múltiples (imatges arrodonides i més fosques del fetge, situat a l'esquerra de la imatge).
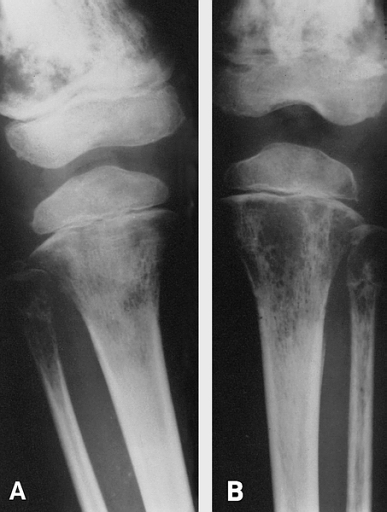
Radiografies de metàstasis bilaterals d'un neuroblastoma a la porció inferior dels fèmurs i superior de les tíbies.